# Felix Slováček mladší
Felix Slováček mladší (* 14. září 1983 Praha) je český dirigent, saxofonista, klarinetista, zpěvák a herec.

## Život
Pochází z umělecké rodiny. Jeho matkou je česká herečka a moderátorka Dagmar Patrasová, otcem český saxofonista a hudební skladatel Felix Slováček. Má dvě sestry, vlastní plnorodou (společní oba rodiče) Annu Slováčkovou a vlastní polorodou (společný otec) René Slováčkovou. Jde o vnuka Karla Patrase, který byl profesorem AMU a sólovým harfenistou České filharmonie, a Věry Patrasové, která byla zpěvačkou Pražského filharmonického sboru. Má syny Felixe Antonína Slováčka a Rafaela Slavomíra Slováčka.
V roce 2010 absolvoval magisterské studium na HAMU obor klarinet s Komorní filharmonií Pardubice v cyklu „Ti nejlepší“. Vystupoval na festivalu vážné hudby v Moskvě „Jaro v Rusku“ 2013, Musical Bridgest Around the World 2015 v USA a dále sólově (klarinet, soprán saxofon, zpěv) nebo s orchestry v Česku i v zahraničí. Dirigování studoval soukromě u prof. Jaroslava Vodňanského. Začínal vedením Big Bandu Felixe Slováčka, dále dirigoval např. Komorní orchestr Bohuslava Martinů, Komorní Filharmonii Pardubice, Západočeský symfonický orchestr Mariánské Lázně, Filharmonii Bohuslava Martinů ve Zlíně, Severočeskou Filharmonii, Musical Lucis Praga, Karlovarský symfonický orchestr, Prague Strauss Orchestra (turné v Číně v roce 2015–2016 jako dirigent, sólista) či Písecký komorní orchestr (2020–2022). Od září 2022 diriguje v Hudebním divadle Karlín. Hraje v činohře i v muzikálech v několika pražských divadlech (Semafor, divadlo Kalich, Strašnické divadlo či Hudební divadlo Karlín).